# هیچ مشکلی نیست (فیلم ۲۰۲۰)
هیچ مشکلی نیست (به انگلیسی: No Hard Feelings) یا (به آلمانی: Futur Drei) یک فیلم درام آلمانی به کارگردانی فراز شریعت است که در سال ۲۰۲۰ منتشر شد. فیلم درباره زندگی پرویز (بنیامین رجایی‌پور)، یک پسر همجنسگرا از نسل دوم مهاجرین ایرانی در آلمان است.
این فیلم در جشنواره فیلم برلین ۲۰۲۰ به نمایش در آمد و برنده جایزه تدی برای بهترین فیلم سینمایی با موضوع +LGBTQ شد.

## بازیگران
| بازیگر            | نقش         |
| ----------------- | ----------- |
| بنیامین رجایی پور | پرویز       |
| آیدین جلالی       | امون        |
| بنفشه هورمزدی     | بنفشه       |
| یورگن فوگل        | یان         |
| هادی خانجان‌پور    | احمد        |
| پل لوکس           | جولیان      |
| سویل مختار        | خانم مهروان |
| آبک صفایی راد     | مارتا       |
| مهشید شریعت       | مادر پرویز  |
| ناصر شریعت        | پدر پرویز   |
| مریم زارع         | خواهر پرویز |
| آرمین ورهدی       | رسول        |

## خلاصه فیلم
فیلم با محاکمه پرویز آغاز می‌شود که به دلیل دزدی از یک مغازه به ۱۲۰ ساعت کار اجباری در اردوگاه پناهندگان در هانوفر محکوم شده است؛ وی در این مکان با دو تن از پناهندگان، یک خواهر و برادر ایرانی، ارتباطی دوستانه برقرار می‌کند که باعث علاقه او به این پسر می‌شود.